# Serumziekte
Serumziekte is een term voor een ziektebeeld dat ontstaat 8-10 dagen na parenterale toediening van lichaamsvreemde eiwitten, door het op gang komen van een allergische reactie tegen die eiwitten. Bij een herhaalde blootstelling treedt de reactie echter veel sneller op. Er ontstaat onder andere een meestal sterk jeukende rode huiduitslag.
Een serum is een mengsel van eiwitten uit bloed, dat overblijft als stollingsfactoren en cellen daaruit zijn verwijderd. Als de persoon of het dier waarvan dit bloed afkomstig is immuun is gemaakt of geworden voor een bepaalde infectieziekte of een bepaald (slangen)gif, zal het serum deze antistoffen bevatten. 
Dergelijke antisera werden daarom vooral vroeger wel aan ernstig zieke patiënten gegeven om hun afweer een handje te helpen. Tegenwoordig worden antistoffen zo goed gezuiverd of zelfs synthetisch bereid, dat reacties zeldzaam zijn geworden. Een belangrijke uitzondering hierop zijn antisera tegen slangengif, die in België en Nederland echter vrijwel nooit worden toegepast.